# Jay Brazeau
James "Jay" Brazeau, född 22 december 1953 i Winnipeg, Kanada, är en kanadensisk skådespelare och röstskådespelare. Brazeau är känd som skådespelare i filmer och TV-serier såsom Street Justice, Highlander, Stargate SG-1, Watchmen, Insomnia och House of the Dead. Den 12 maj 2011 drabbades Brazeau av en mindre stroke och på grund av detta missade han 36 teaterföreställningar innan han kunde återvända till produktionen.

## Filmografi (i urval)
- The Melting Pot (1975)
- Dödligt bakslag (1988)
- Cool Runnings (1993)
- Att fånga en mördare (1992)
- Air Bud - vilken lirare! (1997)
- Insomnia (2002)
- House of the Dead (2003)
- Watchmen (2009)
- Eadweard (2015)
- 2015 - Once Upon a Holiday (julfilm)